# Drużynowy Puchar Polski na Żużlu 1997
Drużynowy Puchar Polski na Żużlu 1997 – 9. edycja turnieju, corocznie organizowanego przez PZMot. Rozegrano cztery turnieje oraz finał, który został rozegrany 26 września 1997 roku w Toruniu oraz zwyciężył Apator-DGG Toruń.

## Finał
- Toruń, 26 września 1997
- Sędzia: Lechosław Bartnicki

| Msc | | Drużyna / Zawodnik                                             | Biegi                     | Punkty |
| --- | --- | -------------------------------------------------------------- | ------------------------- | ------ |
| 1   | | Apator-DGG Toruń                                               | Apator-DGG Toruń          | 47     |
| 1   | (5) Jacek Krzyżaniak (6) Mirosław Kowalik (7) Krzysztof Kuczwalski (8) Sławomir Derdziński (18) Robert Kościecha | (3,3,3,3,3) (3,3,d4,u1,3) (2,2,-,3,1) (3,3,-,2,-) (-,-,3,3,1)  | 15 9 8 7                  |        |
| 2   | | Unia Leszno                                                    | Unia Leszno               | 32     |
| 2   | (13) Roman Jankowski (14) Robert Mikołajczak (15) Adam Skórnicki (16) Damian Baliński (20) Andrejs Koroļovs      | (2,3,2,2,2) (1,2,2,2,dst) (2,0,3,1,2) (u4,-,0,-,-) (-,1,-,3,2) | 11 7 8 0 6                |        |
| 3   | | Atlas Wrocław                                                  | Atlas Wrocław             | 31     |
| 3   | (9) Dariusz Śledź (10) Waldemar Szuba (11) Mariusz Węgrzyk (12) Bartłomiej Bardecki (19) Zbigniew Lech           | (d1,2,1,1,3) (3,2,1,3,1) (0,1,-,2,1) (2,1,2,0,-) (-,-,2,-,3)   | 7 10 4 5 5                |        |
| 4   | | Pergo Gorzów Wielkopolski                                      | Pergo Gorzów Wielkopolski | 10     |
| 4   | (1) Robert Flis (2) Paweł Nizioł (3) Sylwester Moskwiak (4) Piotr Radzki (17) Michał Aszenberg                   | (1,0,-,-,-) (1,0,1,1,2) (1,1,0,1,0) (0,0,-,0,0) (-,-,0,1,0,0)  | 1 5 3 0 1                 |        |